# Seelenloch

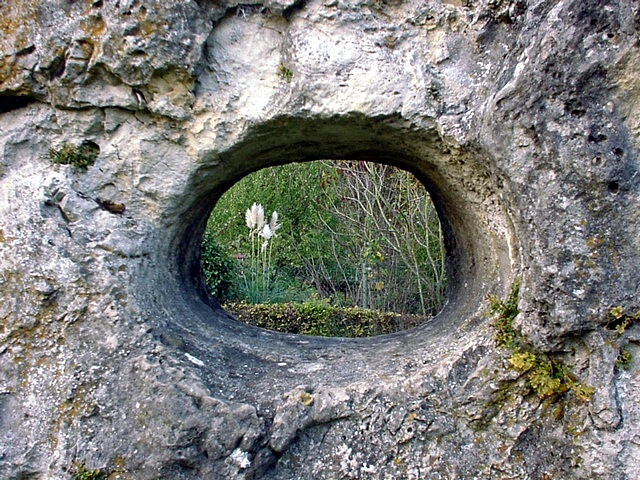
Das Seelenloch im Heidenstein

Als Seelenloch (französisch dalle hublot, englisch port-hole) bezeichnet Abraham Lissauer (1895) im Zusammenhang mit Funden der Lausitzer Kultur kreisrunde Löcher am Boden von Keramikgefäßen, die er als „Ein- und Ausgangsöffnung für die Seele des Verstorbenen“ deutet. Heine-Geldern definiert den Begriff als „[…] die in den Verschlußsteinen so vieler Megalithgräber angebrachte Öffnung.“ Für Otto Höver waren Megalithgräber „wuchtschwere Bann-Gehäuse gegen die dämonische Macht des lebenden Leichnams und zugleich Sitze der abgeschiedenen Seelen, denen vorsorglich eine kleine Öffnung — das sog. Seelenloch — im Steingefüge belassen wurde, wo die anima heimlich ein- und ausschlüpfen konnte.“
Die Bezeichnung wurde in Archäologie und Ethnologie verwendet, gilt jedoch als veraltet.

## Durchlochte Steine

### Verbreitung
Seelenlöcher in Steinen kommen in Spanien, Irland, Italien, England (Kanalinseln), Frankreich, der Schweiz, Deutschland, Schweden, Russland und Indien vor.

### Galeriegräber bzw. Steinkisten
Die Portalsteine insbesondere von Galeriegräbern oder Dolmen vom Typ Schwörstadt sind oft durchlocht. Beispiele sind das Galeriegrab La Chaussée-Tirancourt der Seine-Oise-Marne-Kultur in Frankreich oder der Heidenstein von Niederschwörstadt, Rest eines Dolmens vom Typ Schwörstadt. Steinkisten von westfälisch-hessischen Typ haben in der Regel Lochsteine als Zugang, z. B. die Steinkiste bei Altendorf (heute Naumburg), Kreis Kassel. Ulrich Fischer 1956 S. 209 führt neun mitteldeutsche Steinkisten mit Seelenloch auf. Die Steinkiste auf dem Hartberg von Schankweiler enthielt eine Kragenflasche, gehört also auch in den Wartberg-Horizont. Ein Verschlussstein wurde am Galeriegrab von Guiry-en-Vexin gefunden.

Seelenlöcher
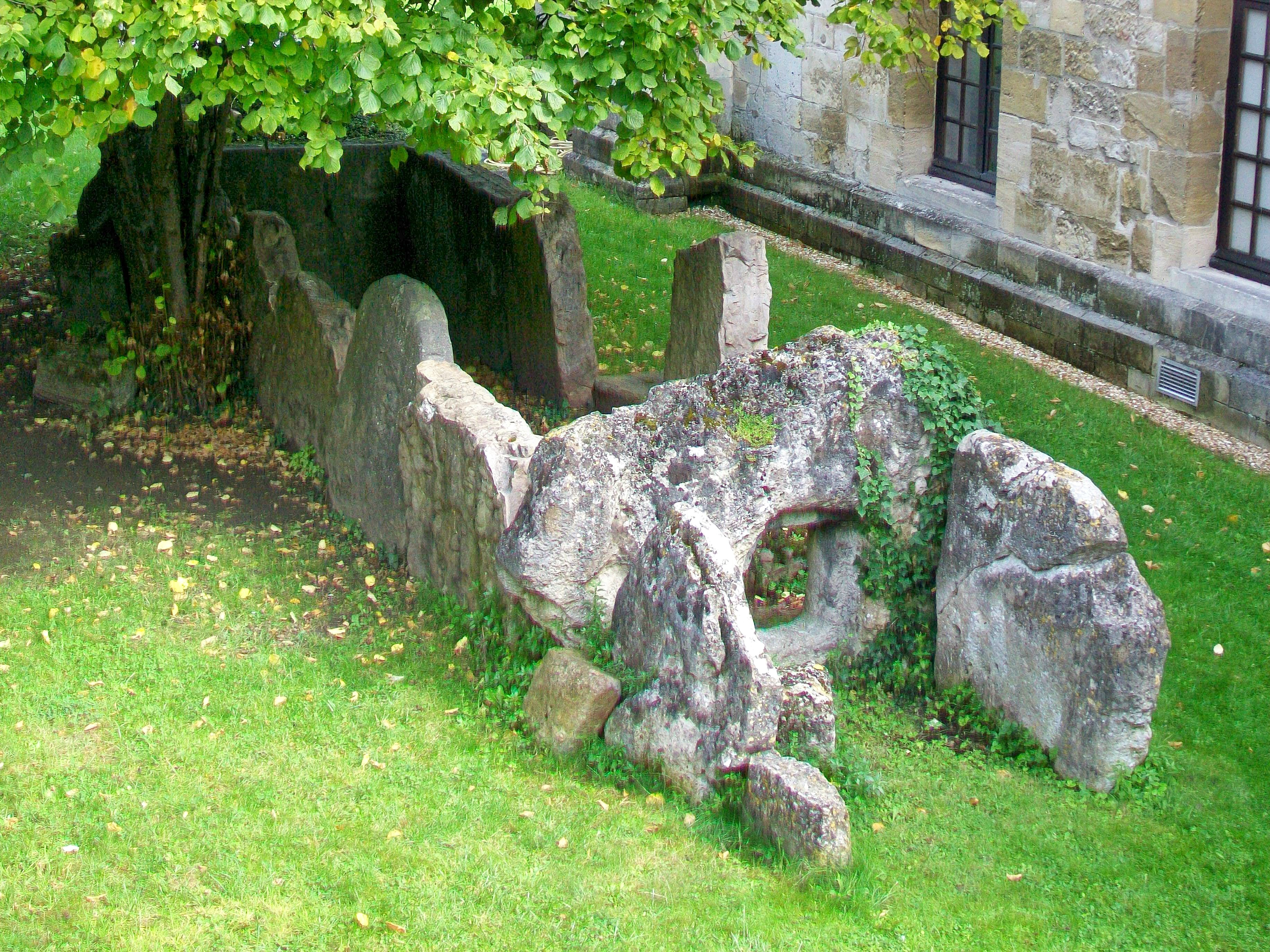
Das Seelenloch in der Allée couverte von Dampont
Galeriegrab mit Seelenloch – schematische Darstellung
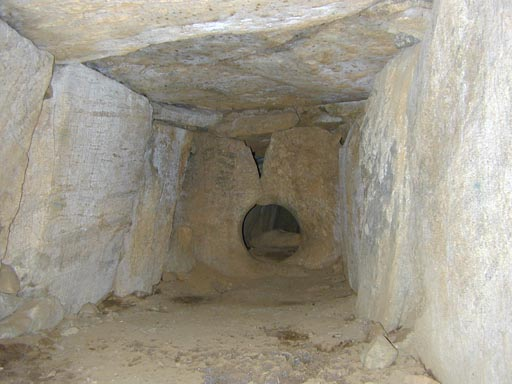
Seelenloch in der Steinkiste von Skogsbo bzw. Norra-Säm (Schweden)
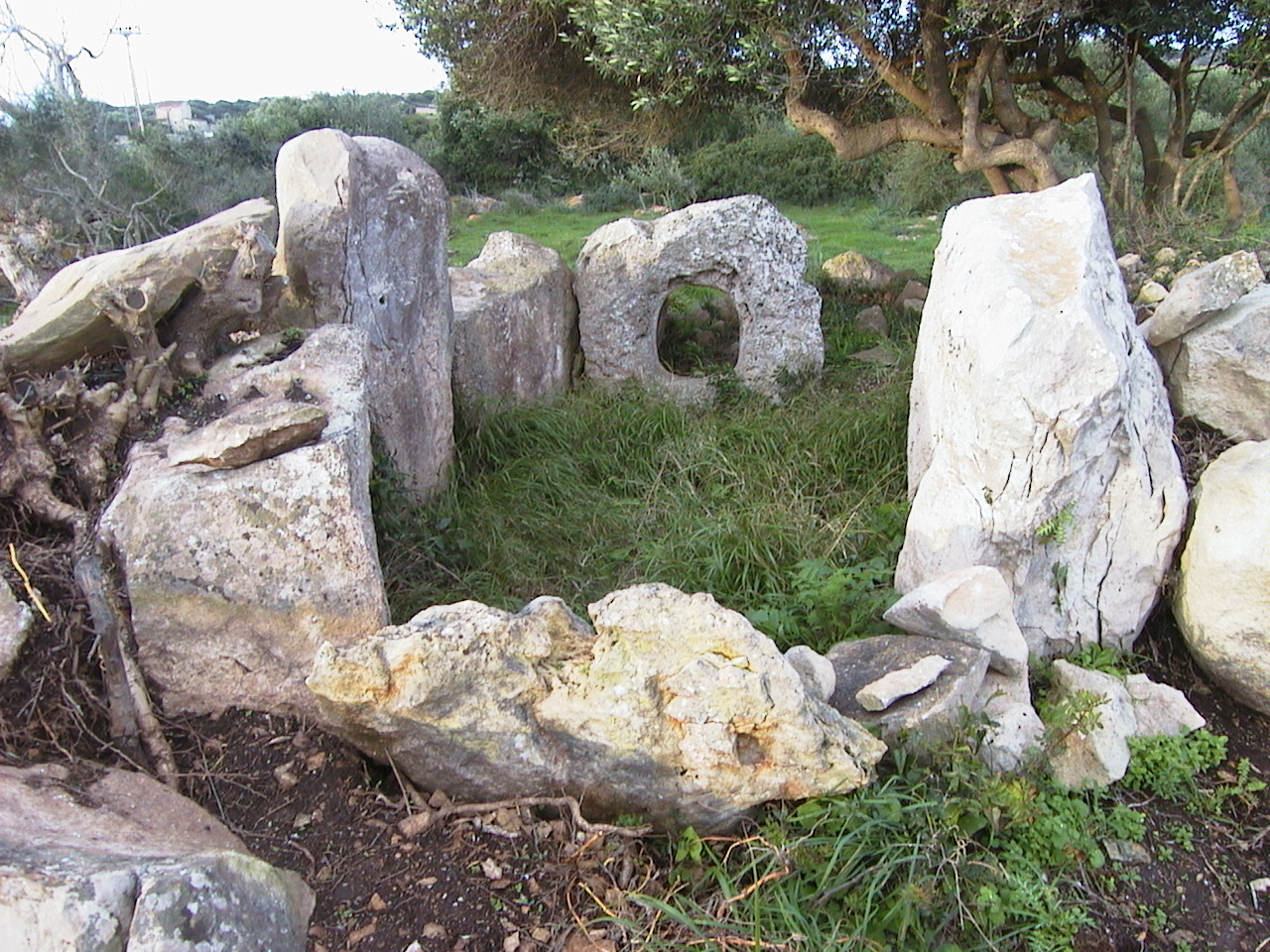
Seelenloch von Alcaidús d’en Fàbregues; Menorca
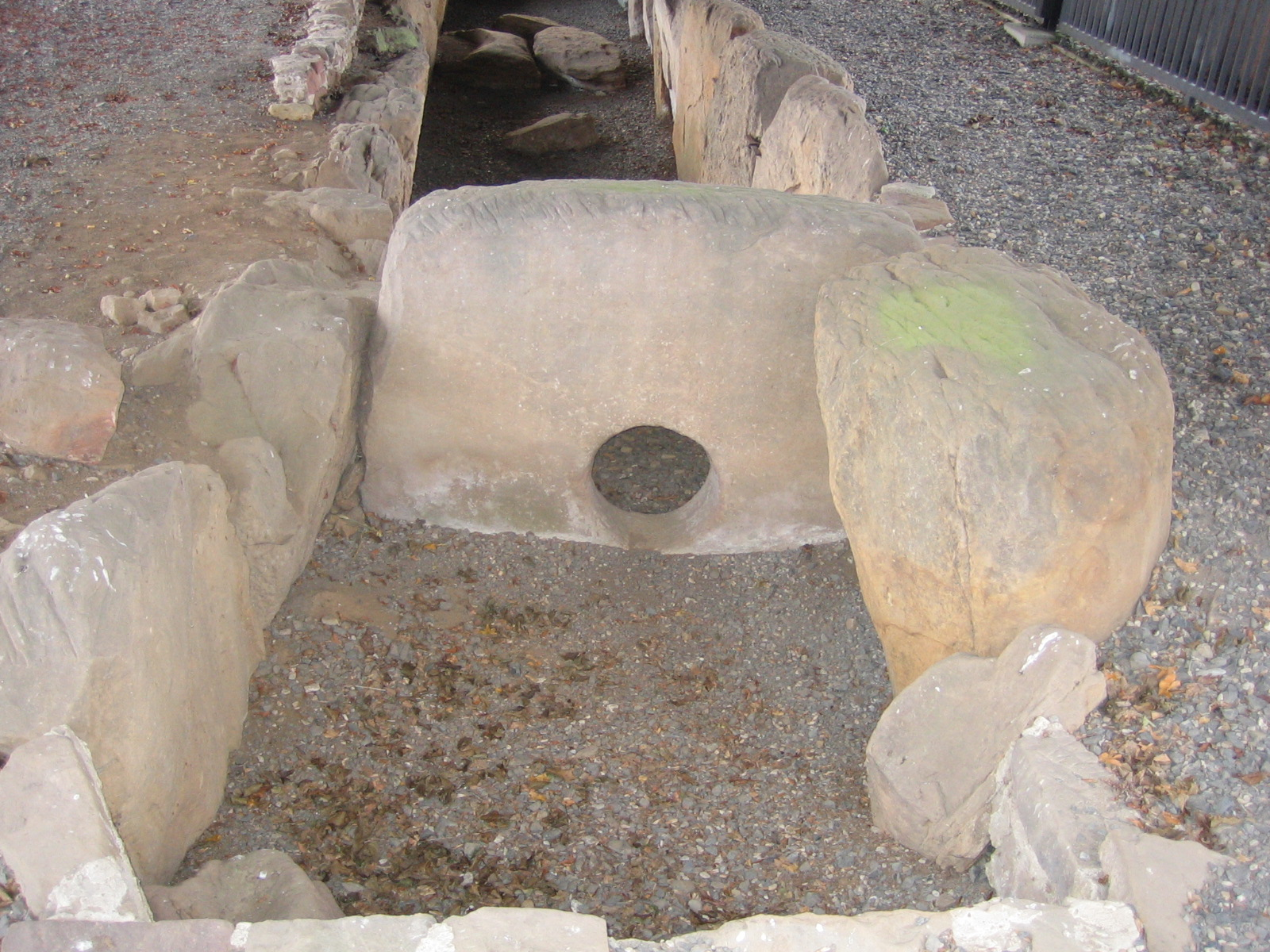
Seelenloch im Galeriegrab Züschen I, Hessen

### Sonstige neolithische Befunde
Außerhalb des Verbreitungsgebietes der Galeriegräber kommen runde oder ovale Seelenlöcher in Deutschland auch bei Mauerkammergräbern (Großenrode 2), in Schweden (dort Gavelhål, dt. „Giebelloch“ genannt) etwa in 60 megalithischen Steinkisten im Westen von Südschweden, in Irland in Südtirol (Steinkammergrab von Gratsch), auf Menorca (z. B. die Dolmen von Binidalinet, Montpler, Alcaidús d’en Fàbregues und Ses Roques Llises) und auf dem Golan (Ala-Safat),vor. Die schwedischen Steinkisten mit Seelenloch finden sich zumeist im Inneren von Västergötland. Eine kleinere Gruppe liegt in Bohuslän und am Göta älv vor. Hier kommt auch die in Nordjütland verbreitete Bostrup-Kiste vor, die den schwedischen Formen nahe steht.
Einige Öffnungen sind rechteckig oder halbkreisförmig.

### Metallzeitliche Funde
Steinkisten mit Lochstein sind typisch für die frühbronzezeitlichen Steinkisten der Maikop-Kultur in Südrussland und im Kaukasus, zum Beispiel im Gräberfeld von Klady.
Vereinzelt wurden auch urnenfelderzeitliche Stelen oder Platten mit Löchern gefunden (z. B. die Grabplatte von Illmitz, HaA2 im Naturhistorischen Museum in Wien).
In den Souterrains des mittelalterlichen Irlands sind Lochsteine („porthole-slabs“) häufig.
In Melanesien sind in Dolmen, die zur Bestattung von Schädeln dienen, ebenfalls Seelenlöcher nachgewiesen.

## Öffnungen in Urnen
Eine nach dem Brand angebrachte Öffnung in einer Urne wird manchmal als Seelenloch bezeichnet. Die Löcher können sich in der Wand oder im Boden der Gefäße befinden. Durchbohrte Deckel sind in Ost- und Westpreußen belegt. Seelenlöcher sind in Urnen der Lausitzer Kultur und urartäischen Leichenbrandgefäßen häufig.
Abraham Lissauer fand in dem Gräberfeld von Dahnsdorf (Brandenburg) auch Urnen mit Löchern, die vor dem Brand angebracht worden waren. Die Dolien, die als Grababdeckungen dienten („Glocken“), waren jedoch nach dem Brand durchbohrt, Lissauer beobachtete, dass „auf der inneren Bodenfläche eine Schicht wie abgesprengt erscheint“. Für Lissauer ist allerdings unerklärlich, warum nicht alle Dolien und Urnen durchbohrt sind. Auch Buchholz konnte im Lausitzer Gräberfeld von Beelitz an einer konischen Schale mit gekerbtem Rand ein vor dem Brand „durchgebohrtes und ausgeglättetes Loch“ im Boden feststellen.
Pastor Senf konnte im Urnengräberfeld von Sproitz, heute Landkreis Görlitz belegen, dass die Durchlochung vor Ort durchgeführt wurde. Er fand Keramikreste von der Durchbohrung 3 cm über dem Loche im Leichenbrand und schloss daraus: „Erst nachdem diese [Gebeinreste] in das Gefäß eingebettet waren, erhielt dieses eine Verkehrsthür.“ Senf nahm an, dass die Bohrungen mit einem spitzen Stein durchgeführt wurden.
In Urnen aus provinzialrömischen Gräberfeldern sind ebenfalls intentionelle Durchlochungen des Bodens bekannt, die als Seelenloch bezeichnet werden.

## Seelenlöcher in Särgen
Die handgemachten anthropomorphen Tonsärge aus Deir el-Balaḥ in Israel sind stark ägyptisch beeinflusst, wurden aber vor Ort hergestellt. Sie haben teilweise Löcher, im Boden, auf der Rückseite, aber auch in der Nähe des Kopfes. Diese werden als Seelenlöcher, aber auch als Abfluss für Verwesungssäfte interpretiert.
Auf Taiwan wurde im Zuge der Bestattungszeremonie durch einen Feng-Shui-Spezialisten mit Hammer und Stechbeitel ein Loch in den Sarg aus Hartholz geschlagen, damit das Mana des Verstorbenen entweichen konnte. Um das Loch nach dem Versenken des Sarges freizuhalten, wurde es mit fünf Steinen geschützt.

## Gräber
Auch in Steingräbern des klassischen Griechenland und in Lykien finden sich manchmal kleine Öffnungen in Giebelnähe. F. J. Tritsch sieht auch diese als Seelenlöcher, möchte sie jedoch als Scheintüren bezeichnen.
Gräber der klassischen Zeit auf Zypern weisen manchmal einen Türstein mit Loch auf (z. B. Marion Grab 6A mit einer sitzenden Bestattung), den Gjerstad et al. allerdings als eine Öffnung zur Darbringung von Totenspenden, nicht als Seelenloch deuten. Dies mag auch für andere, vergleichbare Befunde zutreffend sein.
Heintze beschreibt Steinhügel in den Nekropolen von Zonguege, Quibanda und Massa Dois in Angola, die absichtlich freigelassene und mit Steinen eingefasste Öffnungen aufweisen. Sie deutet diese als Seelenlöcher oder Opferfenster.

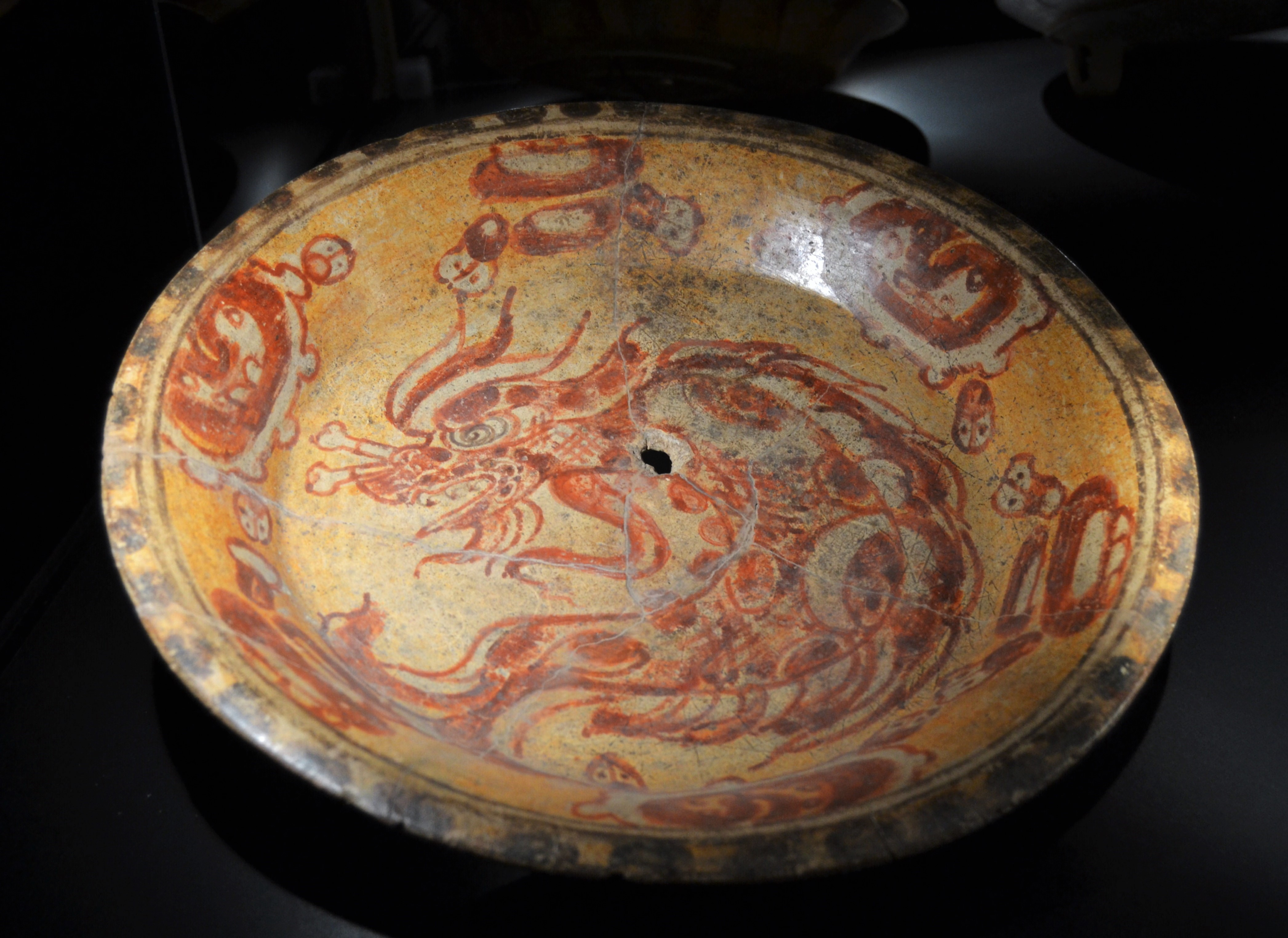
Maya-Schale mit „Seelenloch“

## Weiteres Vorkommen von Seelenlöchern
- Schweizer Holzhäuser weisen manchmal ein „Seelenloch“ (auch „Arme Seelen-Loch“) auf, durch das die Seele des Verstorbenen nach draußen gelangen kann, was Otto Tschumi für einen sehr alten Brauch hält[25].
- In Tibet glaubt man, dass die Seelen der Toten ein enges „Seelenloch“ (in einem Stein) passieren müssen, bevor sie vor den Totenrichter Yama oder Tsi'u gelangen. Hummel bildet ein solches Seelenloch aus dem Kloster bSam-yas ab[26].
- In Maya-Gräbern finden sich nicht selten (zum Teil zerbrochene) Keramikgefäße mit einem kleinen Loch in der Mitte. Dieses dient der kultisch-rituellen Unbrauchbarmachung und wird ebenfalls als „Seelenloch“ bezeichnet.

## Forschungsgeschichte
Forschungsgeschichtlich ist der Begriff Seelenloch mit dem der „Megalithkultur“ verbunden. So nahm Christoph von Fürer-Haimendorf einen Zusammenhang zwischen den südindischen einerseits und den westasiatischen und mediterranen Megalithen andererseits an, weil sie alle drei manchmal Seelenlöcher aufwiesen. Heine-Geldern nahm an, dass sich Dolmen mit Seelenloch über das Mittelmeergebiet, Palästina, den Kaukasus und Persien (Tepe Sialk) bis in den Dekkan und nach Südindien verbreiteten.

## Deutung
Der Begriff Seelenloch geht auf einem skandinavischen Volksglauben zurück. Er beruht auf der Vorstellung, dass das Loch geschaffen wurde, um der Seele beziehungsweise dem Geist des Verstorbenen das Verlassen der Grabstätte zu ermöglichen.
Diese Idee scheint auch im griechischen Volksglauben vertreten zu sein. F. J. Tritsch berichtet von einem Schafhirten auf dem Berg Euboia, der das Fehlen eines Seelenlochs über dem Eingang am sogenannten Tholos des Tantaliden Aigisthos damit erklärte, dass man die Seele des Mörders und Ehebrechers im Grab habe festhalten wollen.
Heine-Geldern hält eine „Heils- und Erlösungslehre oder, wenn man es nüchterner ausdrücken will, eine für ihre Zeit neue magische Technik zur Überwindung der der Seele drohenden Gefahren des Todes, verbunden mit neuen Riten und, wenigstens soweit Südostasien in Betracht kommt, wahrscheinlich mit einem neuen Opfertier, dem Rind“ für den Grund megalithischer Bauten insgesamt und glaubt an eine große religiöse Bewegung, vielleicht von Missionaren ausgebreitet. Philippson sieht in den Seelenlöchern in Megalithen einen Beleg für animistische Vorstellungen. José Miguel de Barandiarán sah in den Seelenlöchern der äneolithischen baskischen Megalithanlagen einen Beleg für einen Glauben an ein Leben nach dem Tode, während die Ost-West Orientierung der Gräber einen Sonnenkult anzeige.